# Рошоли (Латина)
Рошоли је насеље у Италији у округу Латина, региону Лацио.
Према процени из 2011. у насељу је живело 71 становника. Насеље се налази на надморској висини од 1 м.